# James Adams (Fußballspieler, 1903)
James Adams (* 1903 in Glasgow; † unbekannt) war ein schottischer Fußballspieler.

## Karriere
Adams kam im Februar 1924 aus dem Junior football von St Roch's zum Erstligisten FC Kilmarnock. Nach einem Einsatz in einem Freundschaftsspiel gegen Queen of the South wurde er fest verpflichtet und kam in den restlichen Spieltagen der Saison 1923/24 noch zu acht Einsätzen und einem Tor, als sich Kilmarnock im Abstiegskampf befand. Auf der Mittelläuferposition hatten sich zuvor im Saisonverlauf bereits Jake Dunlop, Robert Howat, Hugh Morton und Joe Willis versucht. Trotz eines Unentschiedens bei seinem Debüt gegen die Glasgow Rangers (Endstand 1:1) im heimischen Rugby Park, gelangen in den acht Partien lediglich zwei Siege, bei einem 3:0-Erfolg gegen den späteren Absteiger FC Clyde trug Adams einen Treffer bei. In die Saison 1924/25 startete Neuzugang James Clark als Mittelläufer, Mitte der Saison wurde er von Dunlop ersetzt. Für Adams blieben lediglich drei Einsätze als rechter Außenläufer, zum Saisonende wurde er nicht weiterverpflichtet.
Im Sommer 1925 wurde er vom Zweitligisten Queen of the South verpflichtet, und kam im Verlauf der Saison 1925/26 zu 32 Einsätzen (1 Tor beim 2:2 gegen den FC Stenhousemuir; „wie ein Schuss von einer Kanone“) für den Aufsteiger, zumeist war er dabei als rechter Außenläufer aktiv. Im September 1926 wechselte er zum Ligakonkurrenten Alloa Athletic und spielte für diesen in den folgenden beiden Spielzeiten jeweils 29-mal in der Division Two, zumeist mittlerweile als rechter Verteidiger. Wegen nicht näher genannten Verstößen in der Saisonpause wurde er, ebenso wie sein Mannschaftskamerad Willie Campbell, Anfang September 1927 für einen Monat gesperrt.